# Menifee (Arkansas)
Menifee es un pueblo ubicado en el condado de Conway en el estado estadounidense de Arkansas. En el Censo de 2010 tenía una población de 302 habitantes y una densidad poblacional de 53,17 personas por km².

## Geografía
Menifee se encuentra ubicado en las coordenadas 35°8′55″N 92°32′47″O / 35.14861, -92.54639. Según la Oficina del Censo de los Estados Unidos, Menifee tiene una superficie total de 5.68 km², de la cual 5.66 km² corresponden a tierra firme y (0.36%) 0.02 km² es agua.

## Demografía
Según el censo de 2010, había 302 personas residiendo en Menifee. La densidad de población era de 53,17 hab./km². De los 302 habitantes, Menifee estaba compuesto por el 7.28% blancos, el 83.11% eran afroamericanos, el 0% eran amerindios, el 0% eran asiáticos, el 0% eran isleños del Pacífico, el 4.3% eran de otras razas y el 5.3% pertenecían a dos o más razas. Del total de la población el 5.96% eran hispanos o latinos de cualquier raza.